# 高御堂 (稲沢市)
高御堂（たかみどう）は、愛知県稲沢市の地名。

## 地理

### 河川・池沼
- 大江川

### 交通
- 愛知県道62号春日井稲沢線
- 愛知県道65号一宮蟹江線
- 愛知県道136号一宮清須線
- 愛知県道139号須成七宝稲沢線
- 名鉄名古屋本線

### 施設
- 愛知真和学園しんわ幼稚園
- 稲沢市立高御堂小学校
- 高御堂住宅
- 高御堂中央保育園
- 稲沢市立高御堂カトレア児童センター
- 稲沢国府宮郵便局

## 歴史

### 沿革
- 1889年（明治22年） - 中島郡高御堂村が一治村大字高御堂となる[1]。
- 1906年（明治39年） - 稲沢町大字高御堂となる[1]。
- 1912年（明治45年） - 稲沢高等小学校が移転してくる[1]。
- 1915年（大正4年） - 稲沢町立園芸学校が創立[1]。
- 1928年（昭和3年） - 地内に名鉄名古屋本線が通過[1]。
- 1947年（昭和22年） - 稲沢病院が開業[1]。
- 1958年（昭和33年） - 稲沢市高御堂町となる[1]。
- 1978年（昭和53年） - 県道が開通[1]。
- 1979年（昭和54年） - 稲沢市立高御堂小学校が開校[1]。
- 1980年（昭和55年）から1985年（昭和60年） - 高御堂町は幸町・御供所町・高御堂・正明寺・前田・大塚北・国府宮にそれぞれ編入され、消滅[1]。稲沢市高御堂は1980年（昭和55年）に1丁目と2丁目が成立したのを皮切りに、1982年（昭和57年）には10丁目が、1984年（昭和59年）には3・4・5丁目がそれぞれ成立した[1]。

### 人口の変遷
国勢調査による人口および世帯数の推移。
| 1995年（平成7年）  | 1798世帯 5171人 |  |
| 2000年（平成12年） | 1836世帯 4956人 |  |
| 2005年（平成17年） | 1851世帯 4501人 |  |
| 2010年（平成22年） | 1729世帯 3917人 |  |
| 2015年（平成27年） | 1601世帯 3395人 |  |
| 2020年（令和2年）  | 1679世帯 3389人 |  |

### WEB
1. ↑  “愛知県稲沢市の町丁・字一覧”.   人口統計ラボ. 2023年5月5日閲覧。
2. 1 2  総務省統計局 (2022年2月10日). “令和2年国勢調査の調査結果(e-Stat) - 男女別人口，外国人人口及び世帯数－町丁・字等” (CSV). 2023年8月2日閲覧。
3. ↑  “読み仮名データの促音・拗音を小書きで表記するもの(zip形式) 愛知県” (zip).   日本郵便 (2024年2月29日). 2024年3月26日閲覧。
4. ↑  “市外局番の一覧” (PDF).   総務省 (2022年3月1日). 2022年3月22日閲覧。
5. ↑  “ナンバープレートについて”.   一般社団法人愛知県自動車会議所. 2024年1月21日閲覧。
6. ↑  総務省統計局 (2014年3月28日). “平成7年国勢調査の調査結果(e-Stat) - 男女別人口及び世帯数 －町丁・字等” (CSV). 2021年7月20日閲覧。
7. ↑  総務省統計局 (2014年5月30日). “平成12年国勢調査の調査結果(e-Stat) - 男女別人口及び世帯数 －町丁・字等” (CSV). 2021年7月20日閲覧。
8. ↑  総務省統計局 (2014年6月27日). “平成17年国勢調査の調査結果(e-Stat) - 男女別人口及び世帯数 －町丁・字等” (CSV). 2021年7月21日閲覧。
9. ↑  総務省統計局 (2012年1月20日). “平成22年国勢調査の調査結果(e-Stat) - 男女別人口及び世帯数 －町丁・字等” (CSV). 2021年7月21日閲覧。
10. ↑  総務省統計局 (2017年1月27日). “平成27年国勢調査の調査結果(e-Stat) - 男女別人口及び世帯数 －町丁・字等” (CSV). 2021年7月21日閲覧。

### 書籍
1. 1 2 3 4 5 6 7 8 9 10 11  「角川日本地名大辞典」編纂委員会 1989, p. 786.